# لبدین
لبدین (اوکراینی: Лебеди́н, تلفظ می‌شود [ɫebeˈdɪn]) شهری در استان سومی در کشور اوکراین است. جمعیت این شهر ۲۴,۲۳۸ نفر (۲۰۲۱ تخمینی)است.